# 進洋丸
進洋丸（しんようまる）は、宮崎県が運航している漁業練習船である。宮崎県立宮崎海洋高等学校が使用している。2022年時点で運航しているのは5代目。

## 略歴
- 1946年6月 若潮丸 竣工 木造 15トン [3]
- 1958年4月6日 若潮丸代船 竣工 木造 32.7トン この船の主エンジンは機関実験実習で使用されている [3]
- 1955年3月30日 初代 竣工 鉄鋼 223.8トン、450馬力 [3]
- 1966年12月25日 2代目 竣工 [3]
- 1976年 3代目 竣工 [3]
- 1993年2月27日 4代目 竣工 [3]
- 2004年10月5日 5代目 起工 長崎造船株式会社（長崎市）[4]
- 2004年12月14日 進水式[4]
- 2005年3月15日 引渡(竣工)[4]
- 2022年1月 6代目 建造開始 [7]

## 特徴
船の運航やマグロ延縄漁業の実習を実施している。ハワイ近海で実習する場合がある。実習で漁獲したマグロは冷凍保存され、神奈川県三浦市の三崎漁港で水揚げされる。1航海で1,000万円近い漁獲となる場合がある。冷凍されたマグロは一般公開の際に格安で販売される場合がある。
みやざきみなと祭りや寄港先で一般公開される場合がある。

## エピソード
- 長期航海実習の出発や帰港は宮崎県内の風物詩[10][11]。